# Villa Hermosa
Villa Hermosa é um município da República Dominicana pertencente à província de La Romana.
Sua população estimada em 2012 era de 76 598 habitantes.